# Map of the Problematique
«Map of the Problematique» es una canción de la banda inglesa de rock Muse. Es el quinto sencillo del disco Black Holes and Revelations, y fue lanzado el 18 de junio de 2007.
La canción apareció en los tráileres de Children of Men (2006) y The Tourist (2010), así como en la publicidad de Prison Break.

## Composición
«Map of the Problematique» es una canción de rock escrita en C menor con elementos electrónicos, como sintetizadores, distorsión, flanger y cambios de octava.
La canción fue ligeramente inspirada por Depeche Mode.
El título es una referencia al informe Los límites del crecimiento encargado al MIT por el think tank Club de Roma en 1972. Estos crearían un "mapa de la problemática" en el que se detallaría la "problemática global", un conjunto de potenciales desafíos que enfrentaría la humanidad en un futuro cercano. Asimismo, la primera línea "Fear and panic in the air" ("Miedo y pánico en el aire") es una posible referencia a los dos satélites de Marte (el disco incluye varias referencias a este planeta), Fobos (Dios griego del miedo) y Deimos (Dios griego del pánico). La canción fue también inspirada por la relación de Bellamy con su novia de entonces. Tras la ruptura, Bellamy cambió la línea "Since I met you" a "Since I lost you" al cantarla en vivo.

## Lista de canciones
- Descarga Digital

1. «Map of the Problematique»
2. «Map of the Problematique» (Does It Offend You, Yeah? Remix)

- UK Tienda iTunes

1. «Map of the Problematique» (AOL Session)

- Muse.mu (sitio oficial) exclusivamente

1. «Map of the Problematique» (Rich Costey edit)
2. «Map of the Problematique» (En vivo de Wembley Stadium)
3. Wembley Digital Souvenir Pack

- Remix Promo

1. «Map of the Problematique» (Does It Offend You, Yeah? Remix)